# Conomor il Maledetto
Conomor il Maledetto (conosciuto anche come Conomerus; ... – novembre/dicembre 560) è stato governatore di Bretagna dell'epoca medievale. Fu discendente di Conomor, il sovrano Gallese chiamato anche Cynfawr. Il nome significa "Grande Cane", ma può indicare anche "Lupo di mare" nella prima lingua bretone.
Secondo alcuni, questo personaggio corrisponderebbe a Chonober o Conoborus, poiché il fonema usato dagli abitanti della zona rendeva interscambiabile la "b" e la "m" (come nel caso di Arborychos che deriva da Armorica).

## Biografia
Conomor fu notorio per la sua crudeltà, diventando una figura di "cattivo" nella cultura Bretone. In molti lo ritengono figura di ispirazione per il mito di Barbablù o del gigante Cormoran che picchiava la moglie.
Conomor fu re di Dumnonia e Principe di Poher. Come per molti altri sovrani bretoni, la maggior parte delle informazioni scritte su di lui provengono dalle vite dei santi bretoni.
La terra di Conomor era abitata da una popolazione eterogenea, che includeva Celti, Romani, Germani e Alani. Gli Angli invece non avevano mai penetrato i suoi territori. Nella Vita di San Paolo Aureliano di Leon, pubblicata nel 1632 dal frate domenicano Albert LeGrand (1599-1641), si legge che vi venivano parlate quattro lingue diverse e che c'erano i discendenti degli Alani che parlavano la loro madrelingua.
Nonostante la malvagità con cui viene raccontato nelle vicende personali (usurpatore, omicida, uxoricida), Conomor sembrò portare aspetti positivi per il suo territorio: le sue iniziative ridisegnarono in modo irreversibile la geografia ecclesiastica (fondò monasteri e agevolò l'arrivo di monaci provenienti dall’isola di Britannia), amministrativa, demografica e urbana dell’Armorica rispetto ai tempi tardo antichi, in favore delle popolazioni britanniche, avvicinando la Bretagna a come la conosciamo oggi.
Secondo alcuni, risulta da diverse agiografie che Conomor sarebbe stato eletto præfectus da Re Childeberto I, re di Parigi. Negli ultimi anni, Childeberto era in competizione con suo fratello Clotario I e aveva tra i suoi protetti (nonché candidato come suo successore) Cramno, figlio del fratello. Alla morte di Childeberto, Conomor e Cramno si allearono contro Clotario.

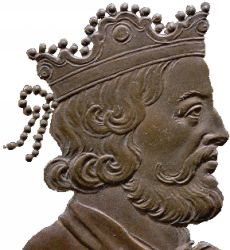
Re Childeberto I

Sembra che Conomor, grazie all'appoggio di Childeberto, riuscì a scartare dal potere la famiglia di Tugdual, assassinandone alcuni membri. Solo quando Childeberto, dopo che Tugdual si rifugiò ad Angers presso Albino di Angers, strinse contatti con lui, smise di sostenere Conomor contro Tugdual, il che permise a quest'ultimo di riprendere la sua autorità sull'abbazia di Tréguier e sulle parrocchie circostanti e di divenire poi vescovo della città. 
Conomor, secondo alcuni, sulla base di quanto scrisse Gregorio di Tours, fu coinvolto anche nelle discordie tra i fratelli Canao e Macliau. Il primo, conte dei Bretoni, aveva ucciso tre dei suoi fratelli pur di assicurarsi il trono. Macliau, ultimo sopravvissuto, era prigioniero del fratello, che aveva intenzione di uccidere anche lui. San Felice, vescovo di Nantes, riuscì a liberarlo, ma alla condizione che gli giurasse fedeltà. Canao, scoprendo questo, ricominciò a perseguitare Macliau, che, impotente, si affiliò a Conomor. Questi lo mise sotto terra, fingendo che fosse una tomba, lasciandogli invece un piccolo spiraglio affinché respirasse. Bevve con i signori mandati da Canao sulla tomba stessa e loro riferirono della morte del fratello. Questo consentì a Macliau di essere lasciato in pace e di tornare a competere per il trono a momento debito.
(Gregorio di Tours, Histoire des Francs)

## Mito
Nella leggenda, Conomor il Maledetto viene connesso a Santa Trifina. Si racconta che abbia ucciso tre mogli prima di Trifina. Trifina rifiuta di sposarlo a causa della sua reputazione, ma, quando lui minaccia di invadere le terre di suo padre, lei acconsente, per risparmiare una guerra. Mentre Conomor è lontano, Trifina trova una stanza segreta contenente le reliquie delle mogli defunte. Prega per le loro anime, i loro fantasmi appaiono a lei avvertendola che Conomor la ucciderà se lei rimane incinta, dal momento che una profezia afferma che egli sarà ucciso dal suo stesso figlio. Quando Conomor il maledetto torna, scopre che lei è incinta. Trifina fugge con l'aiuto magico dalle mogli morte e partorisce in una foresta. Nasconde suo figlio prima che Conomor riesca a prenderla. La decapita. Tuttavia Santo Gildas la trova e miracolosamente la resuscita. Lei e suo figlio vivono in ritiro santo, ma, dopo la morte di Trifina, Conomor alla fine trova Trémeur e lo uccide.
Negli affreschi della chiesa a Pontivy appare la rappresentazione della leggenda. L'ultima scena dello svolgimento narrativo raffigura, però, Trifina in ginocchio, col marito che la tiene per i capelli e alza il coltello per decapitarla. Si conclude dunque la rappresentazione con un finale drammatico.

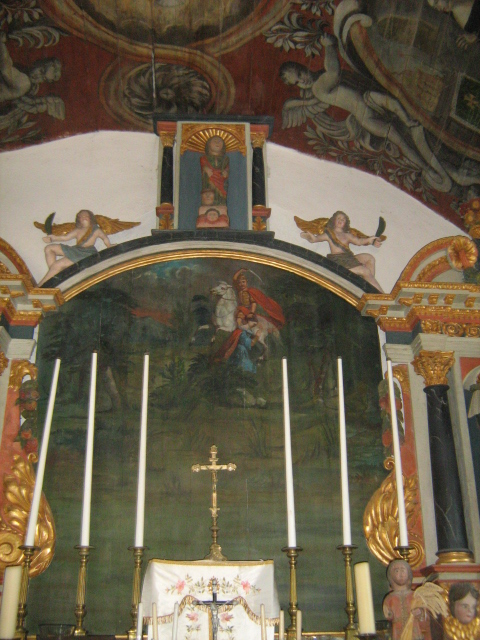
Affreschi di Pontivy

È possibile che la storia di Trifina e Trémeur sia una versione che traspone i tentativi di Conomor di uccidere Judael (in lingua gallese Idwal, in lingua latina Iudovellus; c. 535-585), il suo figliastro, figlio di Jonas (figlio di Re Deroch di Dumnonia), che aveva già ucciso, sposandone la moglie. Conomor aveva tenuto prigioniero in esilio in Francia Judael presso Re Childeberto I, cercando, appunto, di ammazzarlo. Non vi riuscì e fu Judael che, seguendo una spedizione condotta da Clotario I contro la Bretagna, uccise Conomor in una battaglia sui Monts d'Arrée vicino a Le Relecq, Plounéour-Ménez, che ha preso nome dai resti delle vittime. Secondo la vita di Santo Sansone, fu tramite l'intervento del Santo che il re francese liberò Judael/Idwal.
Ma anche su ciò non sono tutti concordi e questo viene riletto come un ulteriore "mito". Vi è la possibilità che Conomor non abbia mandato Judael da Re Childeberto con intenzioni malevoli, ma per stringere un'alleanza tra i due casati attraverso un futuro matrimonio. Infatti il re aveva perso il proprio erede, il nipote prediletto Theudebert, l’unico figlio del quale era affetto da una grave malattia cronico-degenerativa, con poche prospettive di sopravvivenza. 
La figlia maggiore di Childeberto però aveva 6/7 anni e Judael era ancora minorenne. Seguendo questa lettura, Conomor, in quanto tutore del piccolo Judael, lo avrebbe affidato al re con questo scopo.
Nella già citata "Vita di San Paolo Aureliano di Leon", si racconta che il santo a Parigi viene ricevuto dai "re Judual e re Childebert". In questo testo Judael non è descritto come prigioniero, ma come re, che vive alla corte di Parigi, e i due prendono insieme le decisioni. Se si volesse continuare a seguire questa lettura, si comprenderebbe meglio la nomina di Conomor a praefectus: si sarebbe trovato in effetti, rispetto al diritto romano, in uno status “ibrido”, essendo da una parte tutore/patrigno di Judael, dall'altra "rex brittonum", e dall’altra rappresentante dei brittones nei territori di Armorica presso il re Childeberto. In una parola, etnarca.
Secondo coloro che sostengono che ci possa essere una sovrapposizione tra Cormoran e Conomor, la figura di Jack nelle leggende originate dalla figura del gigante Cormoran potrebbe raffigurare Judael (Jack uccide il gigante) e quindi rientrerebbe nel mito anche re Artù che aiuta il ragazzo ad ucciderlo.
Secondo lo storico medievalista statunitense Lester K. Little, invece, Conomor aveva la reggenza di un nipote che era troppo piccolo per essere re e si diceva che lo avesse ucciso. Per questo una commissione, che comprendeva il poeta cieco Santo Erveo di Bretagna e forse anche Santo Sansone di Dol, Santo Gildas e San Teilo di Glamorgan, lo avrebbe scomunicato.